# Eutin
Eutin è una città di 16 948 abitanti dello Schleswig-Holstein, in Germania; è capoluogo del circondario dell'Holstein Orientale.

## Geografia fisica
Eutin è situata nella regione detta Svizzera dello Holstein, e il suo territorio è bagnato dal fiume Schwentine. È una piccola capitale della cultura in mezzo a un territorio prevalentemente agricolo. La città si affaccia sul Gran lago di Eutin.
È nota per motivi paesaggistici, visto che è il centro più importante del parco naturale del Holsteinische Schweiz, che deve il suo nome alla presenza di oltre 200 tra laghi e laghetti.
Il territorio della città, in particolare la frazione di Fissau, condivide le rive del lago Keller con quello della città di Malente.

## Storia
Gli Obodriti si insediarono nell'Holstein orientale a partire dal VII/VIII secolo d.C. e costruirono un castello su un'isola nel Gran Lago di Eutin. I coloni basso-tedeschi e olandesi arrivarono nel corso della cosiddetta Ostsiedlung ("colonizzazione dell'ovest") partire dal XII secolo. Le famiglie olandesi si stabilirono a Eutin e nei dintorni.

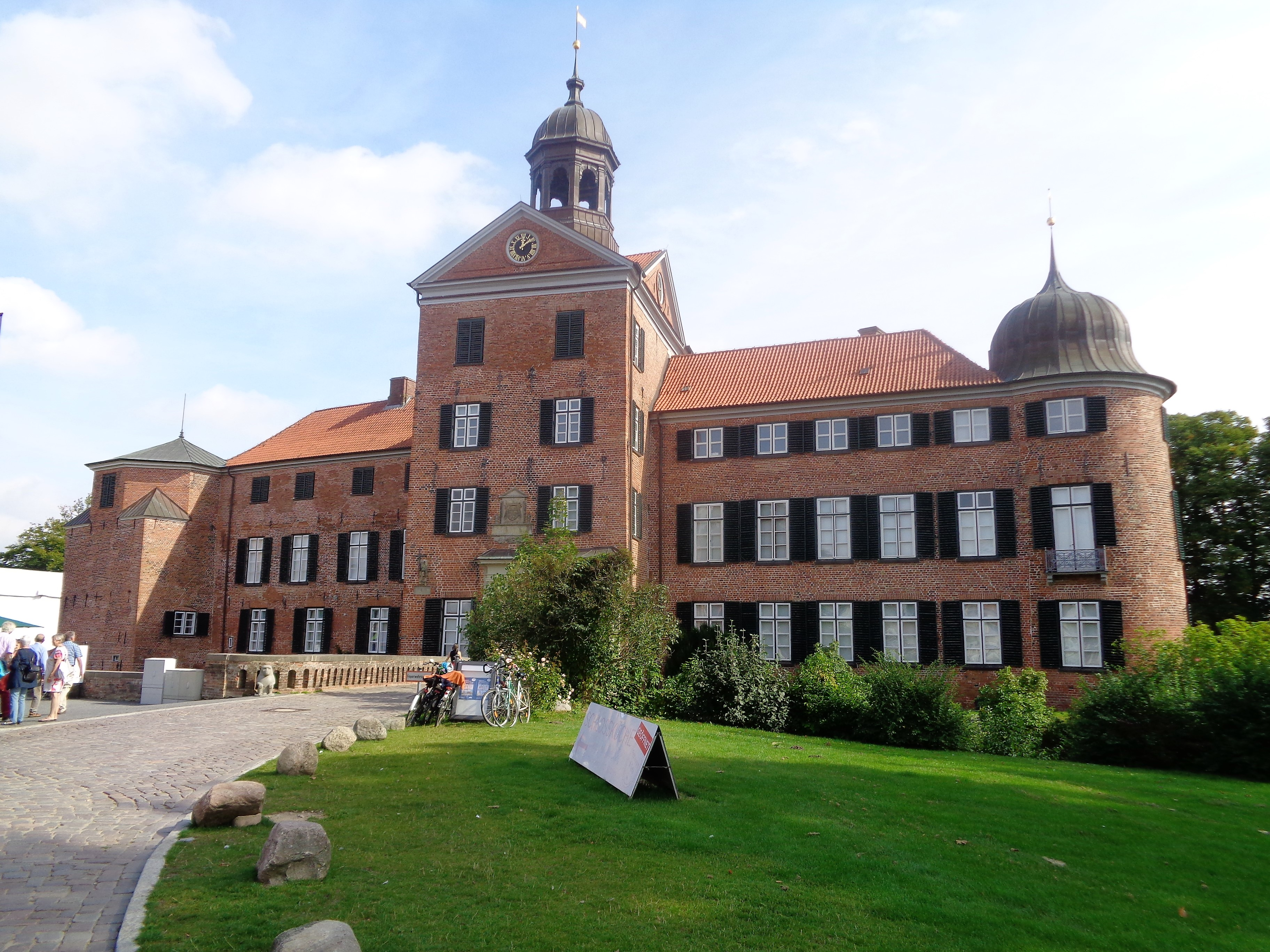
Castello di Eutin

Eutin è stata dominata dapprima dai duchi von Holstein-Gottorp, poi dai vescovi-principi di Lubecca e per ultimo dalla famiglia von Oldenburg.
Alcuni edifici antichi racchiudono la piazza centrale: il Rathaus (municipio) del 1791, il Witwenpalais del 1766, la casa a graticcio del XVII secolo, la chiesa di St. Michaetis risalente al '300-'400. Il nucleo principale del Castello di Eutin è di epoca medievale.
La piazza antistante al Castello, Schlossplatz, è racchiusa da edifici risalenti al 1829-30: l'antica scuderia del fortilizio, il Marstall, ospita il museo di storia della città, che illustra il periodo di maggior splendore di Eutin con mostre permanenti, l'Ostholstein-Museum.
Nei secoli XVI e XVII i religiosi edificarono una struttura a quadrilatero di stampo rinascimentale, ma a inizio '700, dopo un rovinoso incendio, il fortilizio venne ricostruito lentamente in forme barocche.
Tra il 1933 e il 1934 fu attivo il campo di concentramento di Eutin.